# Sandra Benad
Sandra Benad (9 maggio 1973) è una schermitrice tedesca, specializzata nella sciabola. Ha vinto due medaglie di bronzo ai Campionati mondiali di scherma.